# Anguidae
Los ánguidos (Anguidae) son una familia de sauropsidos escamosos anguimorfos que incluye a los lagartos de cristal, los dragoncitos, las lagartijas caimán norteña y los lagartos alicantes. Las especies de la subfamilia Anguinae se caracterizan por la atrofia de las patas, a pesar de que no están directamente emparentados con las serpientes ni las amfisbenas, pues se trata de un notable caso de convergencia evolutiva. La familia fue descrita por el naturalista inglés John Edward Gray en 1825.

## Morfología
Las características morfológicas comunes de este grupo incluyen:
- Un arco supratemporal reducido.
- Estrías en las caras mediales de las coronas dentales.
- Osteodermos duros debajo de sus escamas que les dan una apariencia blindada.
- Un pliegue lateral en la mayoría de los taxones.
- Extremidades reducidas o ausentes en algunas especies.
- Ovipirismo o vivipirismo.
- Especies terrestres o semifosoriales a excepción del género Abronia.
- tamaños de 10 cm a 1,5 m.

## Historia evolutiva

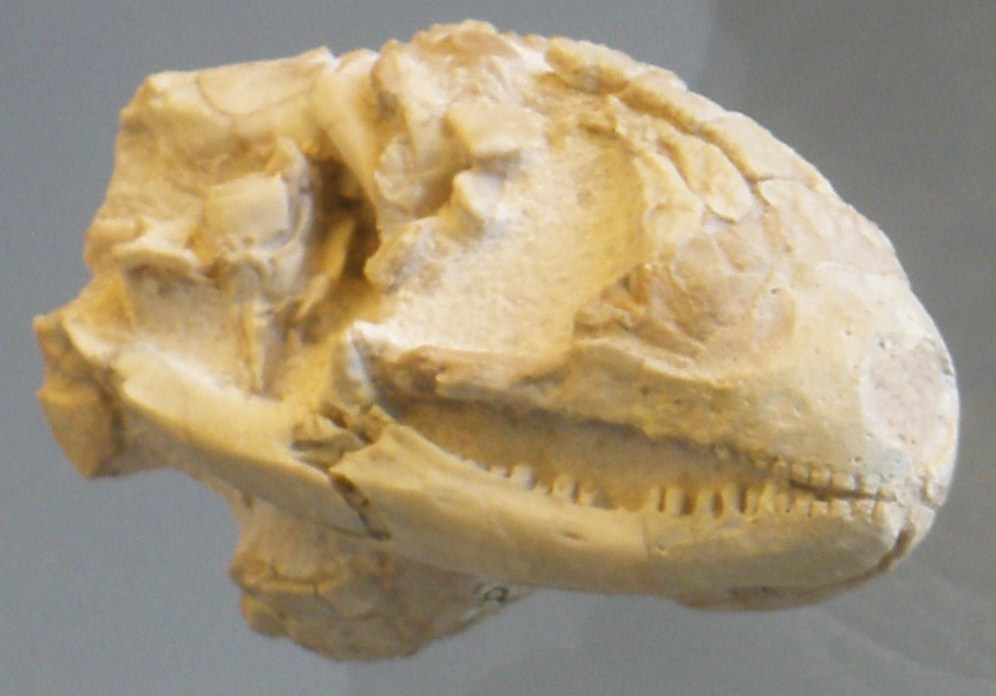
Cráneo de un Peltosaurus

Los ánguidos tienen un registro fósil relativamente bueno y son relativamente comunes como fósiles en el Cretácico superior y Paleógeno del oeste de América del Norte. El ánguido más antiguo conocido, con el registro fósil más completo de cualquier lagarto, es Odaxosaurus, un miembro de la extinta subfamilia de los ánguidos Glyptosaurinae, del Campaniano tardío de Canadá, hace unos 75 millones de años. Odaxosaurus y otros ánguidos fósiles del Cretácico superior exhiben muchas características que se encuentran en los ánguidos vivos, incluidos dientes en forma de cincel y placas de armadura en la piel, lo que sugiere una larga historia evolutiva para el grupo. Los ánguidos fueron particularmente diversos durante el Paleoceno y el Eoceno en América del Norte; algunas especies, como las pertenecientes a Glyptosaurinae, crecieron hasta alcanzar un gran tamaño y desarrollaron una dentición aplastante altamente especializada. El largo registro fósil de la familia Anguidae en América del Norte sugiere que el grupo probablemente evolucionó en América del Norte durante el Cretácico antes de dispersarse a Europa en el Paleógeno.

## Clasificación
Familia ANGUIDAE
- Subfamilia Anguinae: Contiene las especies más conocidas, siendo estas pocas con una distribución amplia, encontrándose en toda Europa (incluyendo sus regiones más inhóspitas) y Asia, con un equilibrio en el norte de África.
  - Género Anguis, 2 especies. Europa, Asia, el Cáucaso, Irán, Argelia y Túnez.
  - Género Dopasia, 5 especies. Asia.
  - Género Hyalosaurus, 1 especie. Norte de África.
  - Género Ophisaurus, 7 especies. Norteamérica, sureste de Asia, Taiwán, China, India, norte de África
  - Género Pseudopus, 1 especie. sureste y este Europa, incluido sur de Rusia, sur de Ucrania, Medio Oriente, Cáucaso
- Subfamilia Gerrhonotinae: se distribuye más al norte, de América Central hasta Canadá. 
  - Género Abronia, 38 especies. México, Guatemala, Belice, El Salvador y Honduras
  - Género Gerrhonotus, 8 especies. Estados Unidos, México, Guatemala.
  - Género Barisia, 3 especies. México.
  - Género Desertum, 2 especies. Norte de México.[5]
  - Género Elgaria, 7 especies. Canadá, Estados Unidos, México.
- Subfamilia †Glyptosaurinae
  - Sin tribu
    - Género †odaxosaurus
    - Género †Paraplacosauriops
    - Género †Peltosaurus
    - Género †Proxestops
    - Género †Xestops

  - Tribu †Glyptosaurini
    - Género †Glyptosaurus
    - Género †Helodermoides
    - Género †Paraglyptosaurus
    - Género †Placosaurus
    - Género †Proglyptosaurus
    - Género †Stenoplacosaurus

  - Tribu †Melanosaurini
    - Género †Melanosaurus
    - Género †Arpadosaurus

La evidencia filogenética indica que la subfamilia Diploglossinae se encuentra fuera de la familia Anguidae, por lo que se ha colocado en una familia separada: Diploglossidae.
El antiguo género Mesaspis es filogenéticamente sinónimo del género Abronia.